# Юнссон, Рольф
Рольф Юнссон (швед. Rolf Johnsson; 1 декабря 1889, Стокгольм — 3 июня 1931, Уппсала) — шведский гимнаст, чемпион летних Олимпийских игр 1908 года.
На Играх 1908 года в Лондоне Юнссон участвовал только в командном первенстве, в котором его сборная заняла первое место.